# Liste der deutschen Botschafter in Algerien
Schon das Deutsche Reich unterhielt ab 1898 ein Generalkonsulat in der damaligen französischen Kolonie Algerien. Das Generalkonsulat in Algier war allerdings wegen der beiden Weltkriege und in der Nachkriegszeit von 1914 bis 1926 und von 1939 bis 1956 geschlossen.
Die Bundesrepublik Deutschland errichtete in Algerien schon vor dem Erlangen der offiziellen Unabhängigkeit eine diplomatische Vertretung. Diese wurde am 24. April 1956 als Generalkonsulat in Algier eröffnet. Am 1. Oktober 1962, knapp 3 Monate nach Erlangen der Unabhängigkeit des früheren französischen Departements wurde das Generalkonsulat zu einer Botschaft aufgewertet. Aufgrund der Aufnahme diplomatischer Beziehungen zwischen der Bundesrepublik Deutschland und Israel am 12. Mai 1965 unterbrach die algerische Regierung die diplomatischen Beziehungen zur Bundesrepublik. Bis zur Wiederaufnahme der Beziehungen am 21. Dezember 1971 wurden die Interessen der Bundesrepublik Deutschland durch die Schweizer Botschaft vertreten.
Die DDR nahm erst am 20. Mai 1970 offizielle diplomatische Beziehungen zu Algerien auf. Mit ausschlaggebend dafür war die Hallstein-Doktrin. Doch schon seit 1963 unterhielt die DDR eine Handelsvertretung in Algier. Ab 1970 wurde offiziell ein DDR-Botschafter in Algerien akkreditiert.

## Generalkonsuln des Deutschen Reiches in Algier
| Name                                       | Amtszeit  | Anmerkungen                                                    |  |
| ------------------------------------------ | --------- | -------------------------------------------------------------- |  |
| Paul von Tischendorff                      | 1898–1907 |                                                                |  |
| Emil Baerecke                              | 1907–1914 |                                                                |  |
| 1914–1926 keine diplomatischen Beziehungen |           |                                                                |  |
| Erich Windels                              | 1926–1934 |                                                                |  |
| Hermann Terdenge                           | 1934–1937 |                                                                |  |
| Johannes Erhard Richter                    | 1937–1939 |                                                                |  |
| 1939–1941 keine diplomatischen Beziehungen |           |                                                                |  |
| Peter Pfeiffer                             | 1941–1942 | Wiedereinrichtung im Oktober 1941, Schließung im November 1942 |  |

## Botschafter der Bundesrepublik Deutschland in Algier
| Name                                      | Amtszeit                           | Anmerkungen                                                             |
| ----------------------------------------- | ---------------------------------- | ----------------------------------------------------------------------- |
| Heinrich Hendus                           | 1956–1960                          | Generalkonsul                                                           |
| Siegfried von Nostitz (* 1905)            | 1960–1962                          | Generalkonsul; von Oktober bis Dezember 1962 Geschäftsträger            |
| Herbert Richter (* 30. Juli 1899, † 2001) | 1963–1964                          | erster Botschafter nach algerischer Unabhängigkeit                      |
| Carl August Zapp (* 1904; † 1994)         | 1964–1965                          |                                                                         |
| Gert Strenziok                            | 3. November 1965–21. Dezember 1971 | Leiter des deutschen Stabes bei der schweizerischen Botschaft in Algier |
| Gerhard Moltmann (* 1912; † 1997)         | 1972–1977                          |                                                                         |
| Michael Jovy (* 1920; † 1984)             | 1977–1979                          |                                                                         |
| Gerd Berendonck (* 5. März 1924; † 2020)  | 1980–1983                          |                                                                         |
| Heinz Dröge (* 1922; † 2005)              | 1983–1987                          |                                                                         |
| Wilfried Hofmann (* 1931; † 2020)         | 1987–1990                          |                                                                         |
| Rudolf Koppenhöfer                        | 1990–1992                          |                                                                         |
| Friedrich Reiche                          | 1992–1995                          |                                                                         |
| Joachim Broudré-Gröger (* 1944)           | 1996–1998                          |                                                                         |
| Steffen Rudolph                           | 1998–2000                          |                                                                         |
| Hans Peter Schiff (* 1943)                | 2000–2003                          |                                                                         |
| Wolf Kischlat (* 1944)                    | 2003–2005                          |                                                                         |
| Johannes Westerhoff (* 1947)              | 2005–2008                          |                                                                         |
| Matei Hoffmann (* 1951)                   | 2009–2011                          |                                                                         |
| Jutta Wolke (* 1953)                      | 2011–2012                          |                                                                         |
| Götz Lingenthal (* 1953)                  | 2012–2016                          |                                                                         |
| Michael Zenner                            | 2016–2018                          |                                                                         |
| Ulrike Knotz                              | 2018–2020                          |                                                                         |
| Elisabeth Wolbers                         | 2020–2024                          |                                                                         |
| Georg Felsheim                            | 2024–                              |                                                                         |

## Botschafter der DDR in Algier
| Name                               | Amtszeit  | Anmerkungen                            |
| ---------------------------------- | --------- | -------------------------------------- |
| Fritz Stude (* 1914; † 2006)       | 1963–1964 | Gesandter, Lt. d. Handelsvertretung    |
| Karl Lösch                         | 1964–1969 | Handelsrat, Lt. d. Handelsvertretung   |
| Bruno Sedlaczek (* 1928)           | 1969–1970 | Legationsrat, Lt. d. Handelsvertretung |
| Siegfried Kämpf (* 1929; † 2005)   | 1970–1974 | Botschafter                            |
| Karl-Heinz Vesper (* 1931; † 2006) | 1974–1979 | Botschafter                            |
| Edgar Röder (* 1936)               | 1979–1983 | Botschafter                            |
| Manfred Thiede (1936–2020)         | 1983–1988 | Botschafter                            |
| Gerhard Haida (1937–2014)          | 1988–1990 | Botschafter                            |

## Weblink
- Website der Deutschen Botschaft Algier